# Marty Wright
Martin (Marty) Wright (Phoenix (Arizona), 31 oktober, 1964), beter bekend als Boogeyman, is een Amerikaans acteur en professioneel worstelaar, die bekend was in de World Wrestling Entertainment (WWE).

## In het worstelen
- Finishers
  - Boogeyslam (2005)
  - Fall forward chokebomb (2006-huidig)
  - Pumphandle slam

- Signature moves
  - Stinger splash
  - Bear hug
  - Big boot
  - Clothesline
  - Corner butt hump
  - Leg drop
  - Running jumping splash
  - Two handed choke Biel throw

- Kenmerkende objecten
  - Klok alarm
  - Levende wormen

## Prestaties
- Pro Wrestling Illustrated
  - PWI Rookie of the Year (2006)